# Kirchner Museum Davos

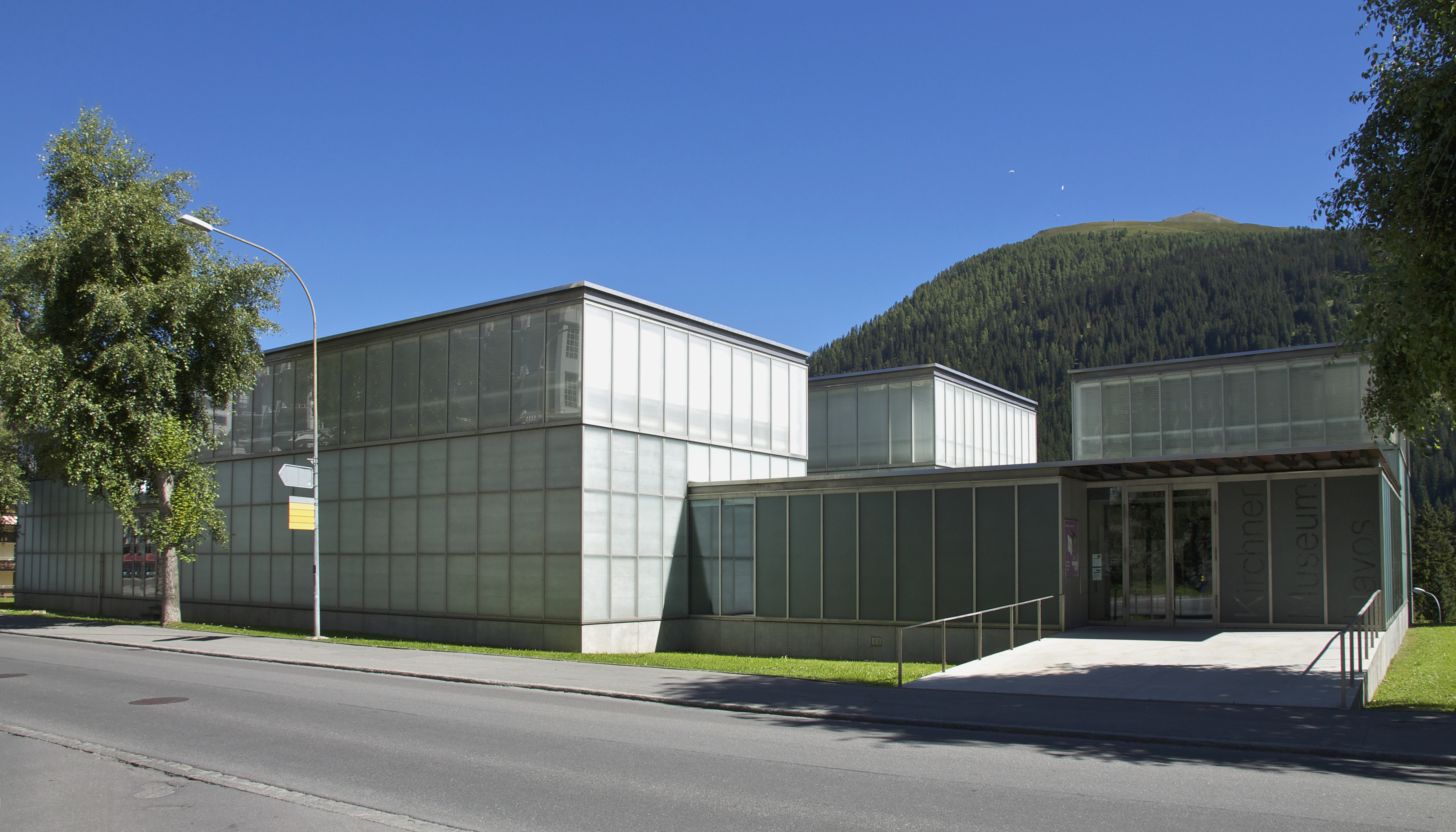
Das Kirchner Museum, Nordfassade mit Besuchereingang

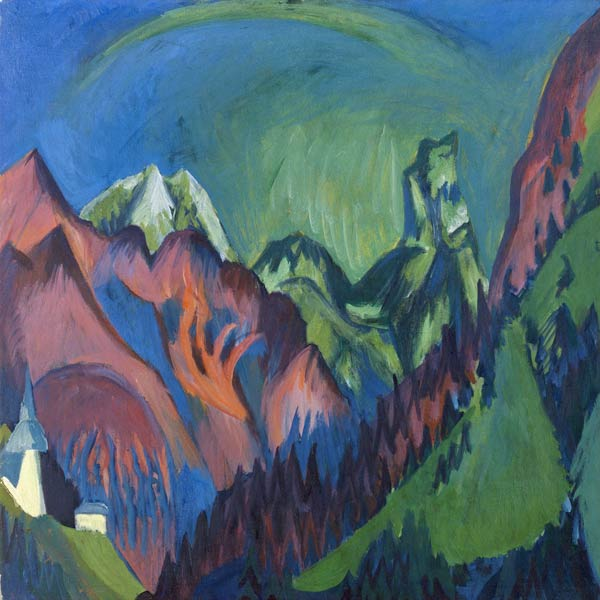
E. L. Kirchner: Tinzenhorn – Zügenschlucht bei Monstein, 1919/1920

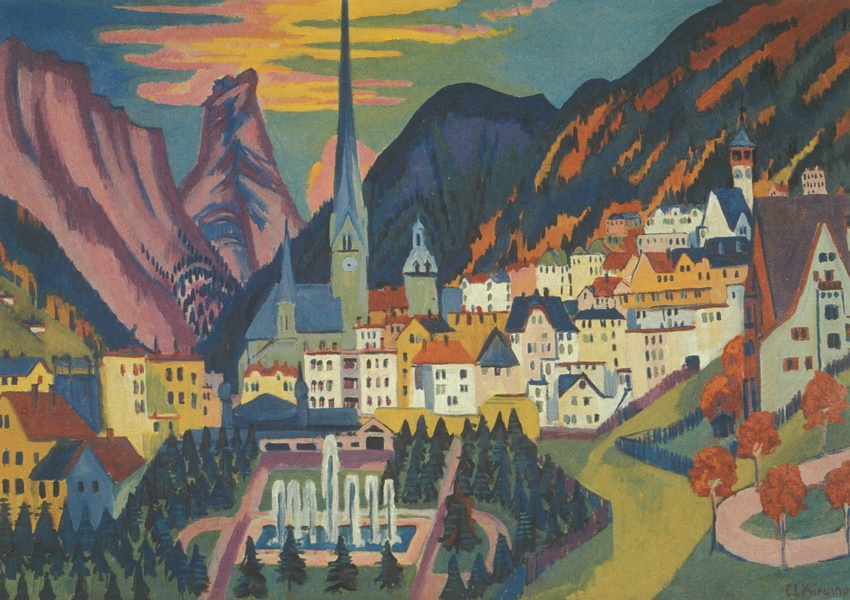
E. L. Kirchner: Davos mit Kirche (Davos im Sommer), 1925

Das Kirchner Museum in Davos zeigt Werke des expressionistischen Künstlers Ernst Ludwig Kirchner (1880–1938) am Ort ihrer Entstehung. Davos und seine Umgebung inspirierten ihn zu einer grossen Anzahl wichtiger Arbeiten.

## Sammlung
Die Sammlung umfasst zahlreiche Gemälde, Skulpturen, Zeichnungen, druckgrafische und textile Werke sowie nahezu alle Skizzenbücher und Fotografien des Künstlers. Alle wichtigen Themen im Schaffen Kirchners sind repräsentativ vertreten: Atelier-, Akt- und Zirkusszenen, Porträts, Figuren- und Landschaftsbilder von der «Brücke»-Zeit bis zum Schweizer Spätwerk. Die Mehrzahl der Werke stammt aus der Davoser Zeit. Sie spiegeln Kirchners ständige Auseinandersetzung mit der ihn beeindruckenden Bergwelt und die Verbundenheit mit ihren Bewohnern. Hinzu kommen zahlreiche Dokumente zum Leben und Werk des Künstlers und eine Bibliothek zum Expressionismus.

## Geschichte und Vermittlung
Das Kirchner Museum wurde 1982 in Davos gegründet und war im alten Postgebäude in Davos Platz untergebracht. Der Schweizer Kunstsammler und -händler Eberhard W. Kornfeld, der schon in den 1960er Jahren Kirchners letztes Wohnhaus auf dem Wildboden in Frauenkirch bei Davos erworben und dort seine Kirchner-Sammlung an Wochenenden für das Publikum geöffnet hatte, war massgeblich am Aufbau beteiligt.
Am 4. September 1992 wurde der von Kirchners Nachlassverwalter Roman Norbert Ketterer gestiftete Neubau eröffnet. Die Sammlung umfasste bereits 519 Werke. 500 Werke und 160 Skizzenbücher mit fast 10'000 Zeichnungen wurden anlässlich der Einweihung des Neubaus allein aus dem Nachlass des Künstlers gestiftet, 1994 kamen weitere 700 Werke sowie zahlreich erhaltene Negative der Fotografien Kirchners hinzu.
Nach Umbauarbeiten eröffnete zum 30-jährigen Geburtstag des Museums im Dezember 2012 die Ausstellung Kirchners Sammler, Mäzene, Museum. Dreissig Jahre Kirchner Museum Davos: Die Sammlung. In den folgenden Ausstellungen wurde Kirchners Werk mit zeitgenössischer Kunst in einen Dialog gebracht.
Das jährlich in Davos stattfindende Weltwirtschaftsforums WEF erhöht die weltweite Wahrnehmung des Kirchner Museums.
Um an breites Publikum zu gelangen, bietet das Museum neben Führungen durch die Ausstellungen auch Workshops mit Programmen für Kinder, Jugendliche, Schüler und Erwachsene an oder Wanderungen auf den Spuren Kirchners, zur Stafelalp oder zu seinem Grab auf dem Waldfriedhof Davos.
160 Skizzenbücher von Kirchner – 1996 als Werkverzeichnis mit 180 Positionen von Gerd Presler in Buchform herausgegeben – werden durch eine vollständige Digitalisierung erschlossen.
Das Kirchner Museum ist eines von zehn Schweizer Museen, welche von den Eidgenössischen Behörden in der Provenienzforschung 2016/2017 finanziell unterstützt werden. Bezüglich NS-Raubkunst wurden rund 80 Werke ausgewählt, deren Herkunft nicht lückenlos dokumentiert ist. Dazu gehörten sowohl Werke von Kirchner als auch von Alexej von Jawlensky oder Wassily Kandinsky. «Wir wollen keine unrechtmässigen Erwerbungen in unserem Museumsbestand haben», erklärte Museumsdirektor Sadowsky 2016.

## Leiter
Seit September 2021 ist die Kunsthistorikerin Katharina Beisiegel Direktorin des Museums. Zuvor waren Gabriele Lohberg (1992–1996), Roland Scotti (1997–2006), Karin Schick (2006–2012), Thorsten Sadowsky (2013–2018), Ariane Grigoteit (2018–2019) und Carla Burani (2019–2021) für die Leitung verantwortlich.

## Gebäude

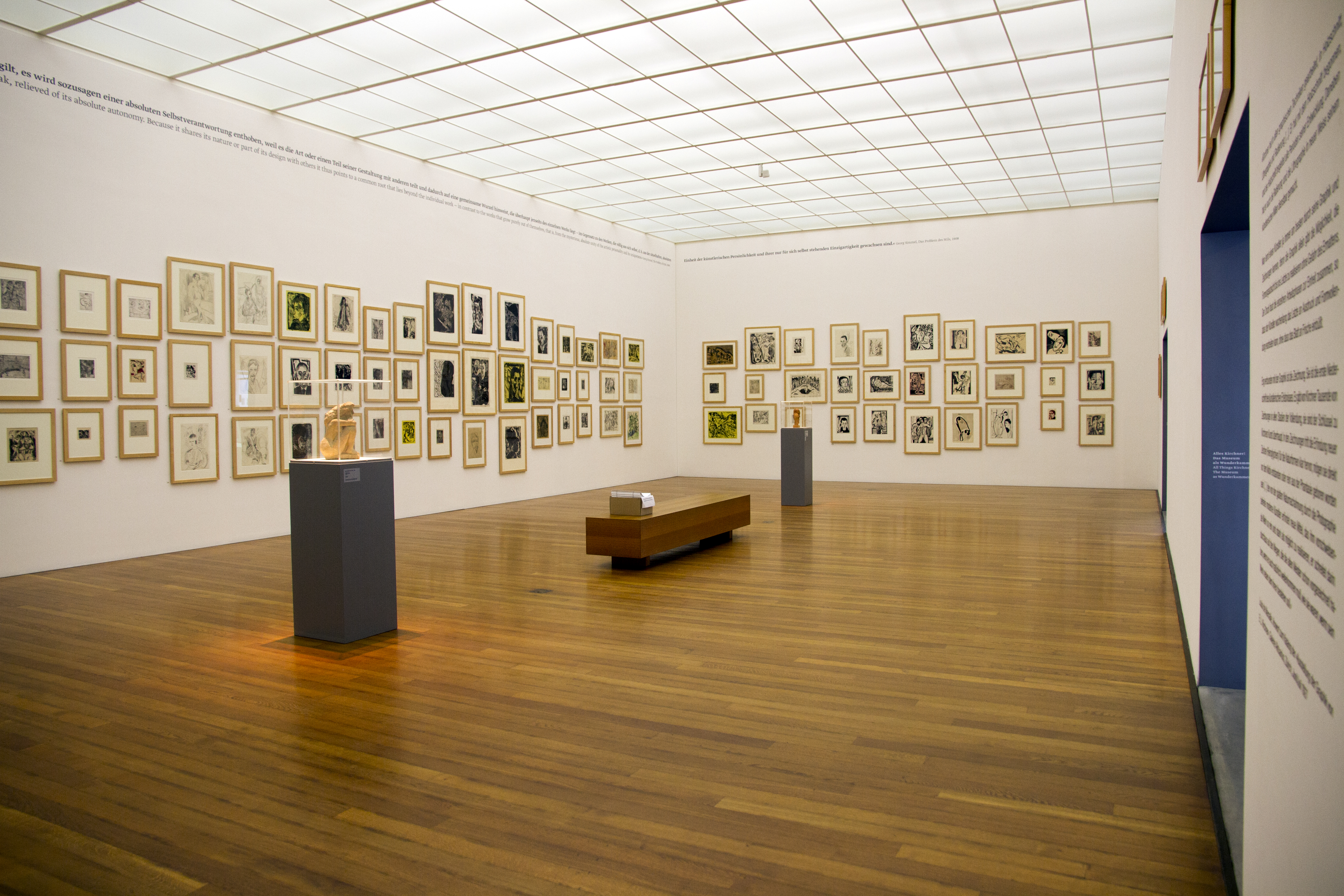
Ausstellungsraum mit viel Tageslicht von oben

Das Kirchner Museum Davos war der erste grosse Auftrag, den die Zürcher Architekten Annette Gigon und Mike Guyer zur Ausführung brachten. Inzwischen gilt es als wegweisend für eine neue Auffassung in der Museumsarchitektur, die Funktionalität und Ästhetik, architektonischen Eigenwert und Dienst an der Kunst auf aussergewöhnliche Weise verbindet und wurde 2012 mit dem Tageslicht-Award der 1980 gegründeten Velux Stiftung ausgezeichnet, dem höchstdotierten Architekturpreis der Schweiz.
Ausgehend von den regionalen Gegebenheiten (Klima- und Lichtverhältnisse, Davoser Flachdacharchitektur), aber vor allem vom Gedanken an eine ideale Begegnung von Mensch und Kunstwerk entwarfen die Architekten vier Kuben als Ausstellungssäle. Sie sind verbunden durch eine verzweigte, mit breiten Fensterfronten versehene Wandelhalle, die zum Ort der Besinnung werden soll – und zugleich einen Ausblick auf die für Kirchner so prägende alpine Landschaft eröffnet. Die Fassade ist komplett mit Glas verkleidet – opake im Wechsel mit klaren Elementen. Das Dach (die sogenannte 5. Fassade) ist mit einer Schüttung aus Bruchglas versehen. Ergänzend zu den Ausstellungsräumen und der verbindender Erschliessungshalle sind vorhanden: Didaktikraum, Bibliothek, Sitzungszimmer, Büros, Werkstätten, Depots und Nebenräume.
Auszeichnungen
- 2019: im Rahmen der Kampagne «52 beste Bauten – Baukultur Graubünden 1950–2000» erkor der Bündner Heimatschutz das von Gigon Guyer 1992 entworfene Kirchner Museum in Davos als eines der besten Bündner Bauwerke[14]

## Stiftung, Förderverein und Patronatskomitee
Die Ernst Ludwig Kirchner Stiftung Davos ist sowohl Eigentümerin der Sammlung als auch des Museumsgebäudes.
Das Museum wird von einem Förderverein unterstützt. Der Kirchner Verein Davos wurde 1982 gegründet. Ihm gehören rund 600 Mitglieder und Institutionen an. Er fördert die inhaltliche Arbeit des Museums. Der Kirchner Verein Davos fördert aktiv durch den Erwerb von Kunstwerken für die Sammlung, die Förderung der Vermittlung durch museumspädagogische Aktivitäten oder Publikationen oder die Förderung der Forschung durch Publikationen die in Verbindung mit der Sammlung entstehen.
Das Museum wird weiter unterstützt durch ein Patronatskomitee, welches sich aus Persönlichkeiten zusammensetzt, die das Museum ideell und finanziell unterstützen.

## Ausstellungen (Auswahl)
- «Wiederentdeckt und Wiedervereint. Rahmen und Bilder von Ernst Ludwig Kirchner.» (2025)[17]
- «Zum Schein Architektur – Der unbekannte Kirchner.» (2024)[18]
- «Expressionismus! Werke aus der Sammlung Horn.» (2023)[19]
- «Europa auf Kur, Ernst Ludwig Kirchner, Thomas Mann und der Mythos Davos.» (2021/2022)[20]
- Hans Danuser. Der Fujiyama von Davos. (2018/2019)[21]
- Ernst Ludwig Kirchner und Oskar Kokoschka (2017/2018)[22]
- «Jetzt soll ich wieder am Theater malen.» Ernst Ludwig Kirchner und das alpine Theaterschaffen. (2017)[23]
- Der Künstler als Fotograf. Ernst Ludwig Kirchner fotografisches Werk. (2015/2016)[24]
- Philipp Bauknecht. Davoser Bergwelten im Expressionismus (2014/2015)[25]
- Lisl Ponger. Schöne Fremde. (2014)[26]
- Georg Baselitz. Besuch bei Ernst Ludwig. (2013/2014)[27]

## Publikationen des Museums
Seit 1989 gibt das Museum Ausstellungskataloge heraus. Als Beispiel der erste Katalog:
- Ernst Ludwig Kirchner: Werke, 1917-1923: Ausstellung, 17. Dezember 1988-2. April 1989, Ernst-Ludwig-Kirchner-Museum, Davos Platz / Texte: E. W. Kornfeld. Davos-Platz: Ernst-Ludwig-Kirchner-Museum, 1989.

Bibliographische Angaben zu den weiteren Katalogen bei der Schweizerischen Nationalbibliothek. In der Nationalbibliothek ist auch Quellenmaterial zugänglich, welches bisher nicht elektronisch katalogisiert ist: Statuten 1982, Öffentliche Urkunde 1. Juli 1982, Geschäftsberichte ab 2013 und diverse Unterlagen zur Gedenkstätte für E. K. Kirchner in Davos.